# The French Duel
The French Duel é um filme mudo norte-americano de 1909 em curta-metragem, do gênero comédia, dirigido por D. W. Griffith. O filme foi produzido e distribuído por Biograph Company.

## Elenco
- John R. Cumpson ... Leon Martinel
- Arthur V. Johnson ... Gaston Tortoni
- Charles Avery ... Alphonse de Signoles